# Matias de Sousa
Matias de Sousa Chicharo 1550, foi o 9º Senhorio de Santarém, filho do heptaneto do rei D. Afonso III de Portugal, descendente do rei Afonso Henriques.
A sua origem remonta aos reis visigodos, como deduzem os genealogistas em gerações seguidas até o primeiro do apelido, que foi D. Egas Gomes de Sousa, descendente de Fernando I, o Magno (1017-1065), rei de Castela (1035-1065) e Leão (1037-1065).
Cavaleiro da Ordem de Cristo, assim como Senhor de Mortágua. O grau de rico-homem que herda da sua família, Ricos-homens do Reino de Portugal, era o título nobiliárquico mais elevado da nobreza no estrato social dos primeiros séculos das monarquias ibéricas.
Primo de 7ª geração de D. Fernando de Portugal, Duque de Viseu (1433-1470), e primo de 8º grau do rei D. João III. Foi 7º Senhor de Serva e Atei, Senhor da Torre de Santo Estêvão e 7º Senhor de juro e herdade de Penaguião, Gestaçô e Fontes.

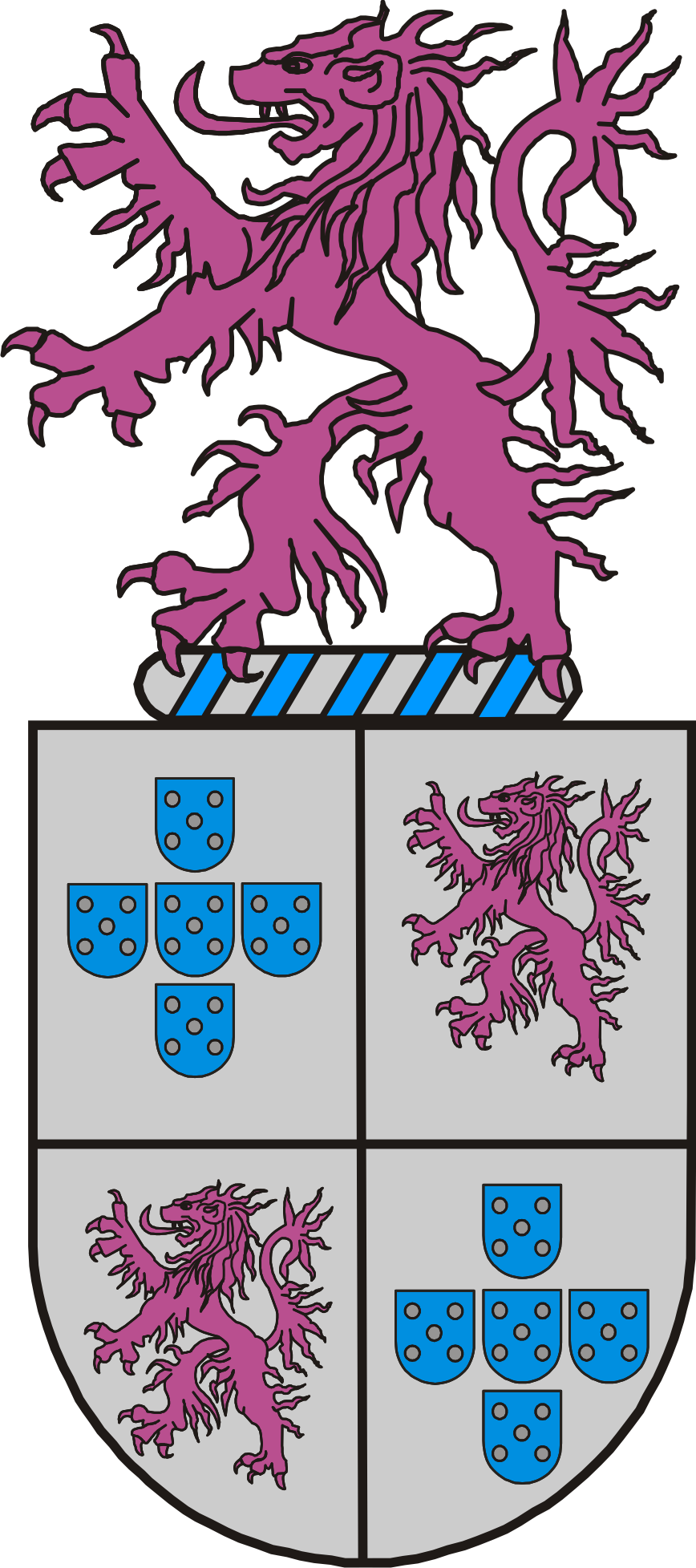
Brasão da Família Souza-Prado

## Relações familiares
Filho de António de Sousa Chicharo (1520), é filho do heptaneto do rei D. Afonso III de Portugal (5 de Maio de 1210 -?) e Madragana Ben Aloandro, descendente do Rei Afonso Henriques e tetraneto de D. Lopo Dias de Sousa 1362, Senhor de Mafra,  Ericeira e Enxara dos Cavaleiros.
Descendente directo de Fernando I, o Magno (1017-1065), rei de Castela (1035-1065).
Teve 2 casamentos e um filho de cada união:
- 1ª Mulher Anastácia de Barros:
  - Pedro de Sousa Chicharo
- 2ª Esposa Ângela da Cunha Mesquita:
  - Joana de Sousa

## Títulos
- D. Matias de Sousa de Portugal
- Senhor de Santarém
- Claveiro da Ordem de Cristo
- Senhor de Serva e Atei
- Senhor de Penaguião, Gestaçô e Fontes
- Senhor da torre de Stº Estêvão